# Макленнан, Гордон
Го́рдон Макле́ннан (англ. Gordon McLennan) (12 мая 1924, Глазго — 21 мая 2011) — британский политик, Генеральный секретарь Коммунистической партии Великобритании (КПВ) в 1975—1989 годах.
Вступил в КПВ в 1943 году. В 1949—1957 годах работал на партийных должностях в парторганизации Глазго, в 1957—1965 гг. — руководитель Шотландской окружной организации КПВ, в 1965 году, являясь членом Исполкома и Политкомитета Исполкома КПВ. В 1965—1975 гг. работал на различных должностях в центральном аппарате КПВ (секретарь Исполкома КПВ по организационным вопросам, заведующий орготделом Исполкома, председатель подкомитета Исполкома по работе среди молодёжи).
После отставки по состоянию здоровья Джона Голлана 9 марта 1975 года избран Генеральным секретарём КПВ. Последние годы его пребывания на этом посту сопровождались углубляющимся кризисом в партии.
В 1989 году ушёл в отставку. После ликвидации в 1991 году КПВ вошёл в образованную её бывшими членами из Шотландии Шотландскую коммунистическую партию. В 2005 году на выборах поддерживал кандидата левой коалиции Respect Джорджа Галлоуэя.